# San Giovanni Battista bambino nel deserto
Il bambino san Giovanni Battista nel deserto è un dipinto della pittrice italiana Elisabetta Sirani, realizzato nel 1664 e ubicato nella Scottish National Gallery.

## Storia
Secondo Carlo Cesare Malvasia l'opera venne realizzata per un cavaliere fiorentino. La famiglia Gerini di Firenze la acquistò nel 1831 per la Royal Institution di Edimburgo. Venne poi trasferita nel 1859 alla Scottish National Gallery.

## Descrizione
Giovanni Battista è raffigurato ancora infante in isolamento nel deserto, seduto su una roccia, con fondo scuro, nell'atto di colmare una ciotola d'acqua mantenuta dalla mano destra. Con la mano sinistra accarezza la testa di un agnello, dietro il quale troviamo la croce con cartiglio, entrambi suoi attributi.